# Васильев, Анатолий Евгеньевич
Анатолий Евгеньевич Васильев (род. 30 июля 1987, Челябинск) — российский хоккеист, нападающий. Тренер.

## Биография
Внук хоккеиста Николая Макарова. Начал заниматься хоккеем в семь лет в «Мечеле». Начинал играть в сезоне 2003/04 первой лиги за вторые команды «Салавата Юлаева» и новокузнецкого «Металлурга». В следующем сезоне дебютировал в плей-офф Суперлиги в составе «Металлурга». Перед сезоном 2005/06 перешёл в петербургский СКА, в декабре вернулся обратно. В сезонах 2007/08 — 2009/10 играл за команду высшей лиги «Газовик» Тюмень. В июне 2010 года сообщалось о переходе Васильева в «Югру», но два сезона он провёл в тюменской команде, переименованной в «Рубин», в ВХЛ. С сезона 2012/13 играл за команду «Сарыарка» в ВХЛ, сезон 2014/15 завершал в «Рубине». Выступал в чемпионате Казахстане за «Кулагер» (2015/16 — 2016/17, 2017/18, 2019/20 — 2020/21), «Темиртау» (2016/17), «Бейбарыс» (2017/18). Играл в КХЛ за «Сарыарку» (2016/17), «Молот-Прикамье» (2018/19).
С сезона 2021/22 — тренер в «Кулагере». В марте 2022 после ухода Александра Белявского провёл 4 матча в качестве временно исполняющего обязанности главного тренера до прихода Владимира Капуловского.